# Monosomi
En monosomi är en genetisk defekt som innebär att den drabbade endast har ett, i stället för det normala två, exemplar av någon kromosom i sina celler. Monosomier orsakar missbildningar av olika slag. Hur svåra de är beror på vilket kromosompar det gäller.